# Большой водораздел
«Большой водораздел» (англ. The Great Divide) — одиннадцатый эпизод первого сезона американского мультсериала «Аватар: Легенда об Аанге».

## Сюжет
Сокка устанавливает палатку и ругается с Катарой из-за разных взглядов на это дело. Приходит Аанг и мирит их. Затем он кормит Аппу и Момо, давая первому бо́льшую порцию арбуза, так как тот крупнее. На следующий день они приходят к каньону, к Большому водоразделу. Там команда встречает разведчика племени Ган Джинов, который ищет проводника. Прибывает племя Джангов, злейшие враги Ган Джинов, а затем является проводник. Он собирается вести Джангов, но поспевает племя Ган Джинов. Грязнули Джанги и чистюли Ган Джины не могут договориться. Аанг предлагает идти всем вместе. Аппа перевезёт больных Джангов и стариков Ган Джинов. Сокка сомневается, что Аватару следует лезть во вражду племён, но Аанг решает попытаться. Проводник предупреждает, что в каньон нельзя брать еду, так как она привлекает хищников.
Аппа перелетает каньон, а остальные идут снизу. Проводник засыпает пройденную дорогу камнями, чтобы их не настигла Нация Огня, от которой бегут враждующие племена. Внезапно появляется гигантский таракан и нападает на проводника. Аанг прогоняет его, но проводник сломал руки. Оба племени обвиняют друг друга в том, что взяли еду. Аанг понимает, что ему их не примирить, и говорит идти с двух сторон скалы. Он просит Сокку пойти с Джангами, а Катару — с Ган Джинами, чтобы друзья выяснили причину взаимной ненависти племён. Вечером устанавливаются палатки, и Сокка сближается с Джангами, а Катара — с противоположным племенем из-за схожих взглядов. За ужином вождь Ган Джинов предлагает Катаре еду, заявляя, что Джанги тоже наверняка её взяли. Она интересуется их враждой, и вождь рассказывает ей. Много лет назад патриарх их племени, Джин Вей, переносил священный диск от восточных ворот к западным, символизируя восход солнца. Это был обряд искупления племени. В конце на него напал бездельник из племени Джангов, Вей Джин, и украл диск. Тем временем вождь Джангов кормит Сокку мясом, считая правой своё племя. Она рассказывает другую версию историю. Вей Джин не крал диск. Он увидел упавшего Джин Вея и хотел ему помочь. Джин Вей сказал ему отнести диск в его племя, но когда Вей Джин сделал это, его посчитали вором и бросили в тюрьму на 20 лет. Сокка и Катара ещё больше проникаются к племенам, с которыми пошли. Аанг наблюдает за ними с Момо и общается с проводником.
На следующий день Сокка и Катара ругаются из-за племён, и Аанг говорит собрать всех у стены каньона. Там племена снова конфликтуют. Аватар говорит, что грубость ничего не решит, а только дела. Вожди, неправильно поняв Аанга, решают выяснить отношения сражением, но Аанг хотел не этого. Пытаясь их остановить, он использует магию воздуха и обнаруживает, что каждое племя взяло еду, подвергнув всех опасности. Приползает множество гигантских тараканов. Простая борьба с ними неэффективна, и Аанг говорит всем заманивать хищников едой, надевая на их пасти мешки как намордники. Племена оседлают животных и поднимаются на вершину каньона. Кажется, они готовы примириться, но вождь Ган Джинов заявляет, что историю не забыть. Они снова конфликтуют, и тогда Аанг, говоря, что видел событие столетней давности, выдумывает абсолютно нелепую историю, будто бы Джин Вей и Вей Джин были юными близнецами, игравшими в игру «Искупление». Диск был мячом, а Вей Джина поставили на штрафную площадку на 2 минуты за нарушение правил. Вражда племён заканчивается, и они решают идти в Ба-Синг-Се вместе. Проводник бросает свою работу, присоединяясь к ним. Когда они уходят, Аанг признаётся друзьям, что соврал про историю.

## Отзывы

Динамика оценок IGN к эпизодам 1 сезона мультсериала

Тори Айрленд Мелл из IGN поставил серии оценку 6,8 из 10 и написал, что «„Большой водораздел“ можно описать только как эпизод-филлер с небольшим содержанием и глупым посылом о том, что прошлое осталось позади». Рецензент посчитал, что «этот эпизод с самого начала был пронизан сюжетными проблемами». Критик посоветовал сценаристам «снова встать на путь величия и создать несколько крутых сюжетных линий», чтобы тот мог поставить девятку и выше.
Хайден Чайлдс из The A.V. Club посчитал, что «непреднамеренный урок, который Аанг должен был извлечь из „Большого водораздела“ заключается в том, что некоторые люди не заслуживают его помощи». Рецензент раскритиковал племена и их «кровную войну» за то, что их удалось помирить историей 12-летнего ребёнка, «которая даже более абсурдна, чем их собственные рассказы о происхождении [вражды]».